# Мацукатов, Алекс Романович
А́лекс Рома́нович Мацука́тов (род. 11 января 1999, Октябрьское, Северная Осетия, Россия) — российский футболист, полузащитник «Мурома». Мастер спорта России.

## Карьера

### Клубная
Воспитанник академии «Краснодара». С 2016 года выступал за «Краснодар-2». Дебютировал в его составе в первенстве ФНЛ 17 мая 2016 года в игре с клубом «Сочи» — появился на поле на 57-й минуте вместо Александра Моргунова, забившего гол на первой минуте встречи. В сезоне 2017/18 «Краснодар-2» занял в турнирной таблице четвёртое место, но был приглашён в состав участников ФНЛ. В том же сезоне Мацукатов впервые попал в заявку главной команды на матч чемпионата России с ЦСКА. 17 июля 2018 года сыграл свой первый матч в ФНЛ — матче с «Сибирью» (1:1), отыграв полный матч.
19 июля 2020 года дебютировал в составе «Краснодара» в Премьер-лиге в матче с «Динамо» (0:2) — на 76-й минуте встрече вышел на поле вместо Даниила Уткина.
«Краснодар» отдавал Мацукатова в аренды в «Краснодар-2» и «Акрон». После ухода из «Краснодара» Мацукатов выступал за «Арсенал», «Муром» и пермский «Амкар».

### В сборной
Выступал за юношеские и молодёжные сборные России.

## Статистика выступлений

### Клубная
| Выступление      | Выступление      | Выступление      | Лига | Лига | Кубки | Кубки | Еврокубки | Еврокубки | Итого | Итого |
| Клуб             | Лига             | Сезон            | Игры | Голы | Игры  | Голы  | Игры      | Голы      | Игры  | Голы  |
| ---------------- | ---------------- | ---------------- | ---- | ---- | ----- | ----- | --------- | --------- | ----- | ----- |
| Краснодар        | Премьер-лига     | 2019/20          | 2    | 0    | —     | —     | —         | —         | 2     | 0     |
| Краснодар        | Премьер-лига     | 2020/21          | 6    | 0    | —     | —     | 0         | 0         | 6     | 0     |
| Краснодар        | Премьер-лига     | 2021/22          | 6    | 0    | —     | —     | —         | —         | 6     | 0     |
| Краснодар        | Премьер-лига     | 2022/23          | 1    | 0    | 3     | 0     | —         | —         | 4     | 0     |
| Краснодар        | Итого            | Итого            | 15   | 0    | 3     | 0     | 0         | 0         | 18    | 0     |
| → Краснодар-2    | ПФЛ              | 2016/17          | 18   | 4    | —     | —     | —         | —         | 18    | 4     |
| → Краснодар-2    | ПФЛ              | 2017/18          | 5    | 1    | —     | —     | —         | —         | 5     | 1     |
| → Краснодар-2    | Первая лига      | 2018/19          | 20   | 2    | —     | —     | —         | —         | 20    | 2     |
| → Краснодар-2    | Первая лига      | 2019/20          | 25   | 0    | —     | —     | —         | —         | 25    | 0     |
| → Краснодар-2    | Первая лига      | 2020/21          | 24   | 3    | —     | —     | —         | —         | 24    | 3     |
| → Краснодар-2    | Первая лига      | 2021/22          | 7    | 2    | —     | —     | —         | —         | 7     | 2     |
| → Краснодар-2    | Первая лига      | 2022/23          | 7    | 1    | —     | —     | —         | —         | 7     | 1     |
| → Краснодар-2    | Итого            | Итого            | 106  | 13   | —     | —     | —         | —         | 106   | 13    |
| → Акрон          | Первая лига      | 2022/23          | 6    | 0    | 2     | 0     | —         | —         | 8     | 0     |
| → Акрон          | Итого            | Итого            | 6    | 0    | 2     | 0     | —         | —         | 8     | 0     |
| Арсенал (Тула)   | Первая лига      | 2023/24          | 7    | 0    | 0     | 0     | —         | —         | 7     | 0     |
| Арсенал (Тула)   | Итого            | Итого            | 7    | 0    | 0     | 0     | —         | —         | 7     | 0     |
| Всего за карьеру | Всего за карьеру | Всего за карьеру | 134  | 13   | 5     | 0     | 0         | 0         | 139   | 13    |

### В сборной
| № | Дата        | Оппонент           | Счёт | Голы | Пасы | Карточки | Минуты    | Соревнование      |
| - | ----------- | ------------------ | ---- | ---- | ---- | -------- | --------- | ----------------- |
| 1 | 27 мая 2017 | Узбекистан (до 23) | 4:3  | —    | —    | —        | 45'( 46') | Товарищеский матч |
| 2 | 31 мая 2017 | Беларусь (до 21)   | 7:0  | —    | —    | —        | 7' ( 83') | Товарищеский матч |

Итого: сыграно матчей: 2 / забито голов: 0; победы: 2, ничьи: 0, поражения: 0.

## Достижения
- Бронзовый призёр чемпионата России: 2019/20